# 第14回ニューヨーク映画批評家協会賞
第14回ニューヨーク映画批評家協会賞は、1948年の優秀な映画に贈られた賞である。

## 受賞
- 作品賞:
  - 『黄金』

- 主演男優賞:
  - ローレンス・オリヴィエ - 『ハムレット』

- 主演女優賞:
  - オリヴィア・デ・ハヴィランド - 『蛇の穴』

- 監督賞:
  - ジョン・ヒューストン - 『黄金』

- 外国語映画賞:
  - 『戦火のかなた』